# The Universe & Me
The Universe & Me è il sesto album in studio long playing di Tobin Sprout, membro fondatore dei Guided by Voices; venne pubblicato nel 2017 in vinile, in CD e in musicassette negli Stati Uniti d'America dalla Burger Records.

## Tracce
Tutti i brani sono scritti da Tobin Sprout.
Lato A
1. Future Boy Today/Man of Tomorrow - 2:47
2. The Universe And Me - 3:47
3. A Walk Across The Human Bridge - 2:30
4. Manifest Street - 2:24
5. Honor Guards - 1:56
6. When I Was A Boy - 2:21
7. Cowboy Curtains - 1:58

Lato B
1. Heavenly Bones - 2:15
2. Heart of Wax - 2:13
3. I Fall You Fall - 4:03
4. Tomorrow From Heaven - 3:47
5. Just One Kid (Takes on The World) - 2:37
6. To Wake Up June - 2:06
7. Future Boy (Reprise) - 1:40